# Кшиштоф Марс
Кшиштоф Марс, гербу Нога (пол. Krzysztof Mars; 1897, Ліманова, Австро-Угорщина — 1974, Ліманова, Польська Народна Республіка) — польський шляхтич, представник родини Марсів, з роду Нога, останній власник маєтку у Судовій Вишні у 1924—1939 роках. Був швагром останнього довоєнного бургомістра Судової Вишні Влодзімєжа Пайгерта з роду Прус.

## Біографія
Народився у 1897 році. Син Казімєжа Леона Конрада Марса, племінник Антонія Ізидора Марса і Яна Непомуцена Марса. Був одружений з Ольґою з дому Хжанщов (пол. Olga z Chrząszczów) (1900—1978) з Ґрабошиць, з якою виховували доньку Кристину Марс-Ґавліковську (пол. Krystyna Mars-Gawlikowska) (пол. Krystyna Mars-Gawlikowska) і молодшого сина.
Був солдатом польського добровольчого військового з'єднання Польські легіони, учасник Польсько-української війни.
У 1924 році після смерті дядька Яна Марса успадкував від нього маєток у Судовій Вишні, так як той не мав власних дітей. З-поміж 450 га орної землі понад 1,2 га орендувала для дослідів фабрика добрив з Хожува. Була також пилорама і цегельний завод, де розроблялись щораз нові патенти на керамічні вироби. З ініціативи Ольґи Марс у 1931 році на кількох гектарах була закладена плантація з вирощення суниці. Продукцію продавали до Львова, звідки двічі на тиждень приїздив шведський рефрижератор, щоб доставити фрукти до літака. Звідси суницю розвозили по усьому світу, зокрема вона продавалась на полицях знаменитого лондонського універмагу Harrods.
Завдяки успішному бізнесу з вирощення суниць родині Марсів напередодні війни вдалось виплатити борги, які мав маєток після його успадкування. Було відреставровано палац з оглядовою вежею, збудовано нову винокурню, також розвивався цегельний завод. Кшиштофу Марсу належала механічна парова фабрика «Junta». Основною її продукцією була цегла та дахівка. Цегельня у день давала продукції в 700.000 штук цегли (у рік — 5.000.000). Дахівка надходила до Скнилова та Станіславова.
Захопленням усього його життя були коні. Розводив у конюшні у Судовій Вишні напівкровні і чистокровні породи коней. Своє хобі Кшиштоф Марс розділяв разом із своїм товаришем Романом Сангушко, який розводив у своєму маєтку в Янові арабських коней.
У роки Другої світової війни був членом «Союзу збройної боротьби — Армії Крайової» у званні капітана, а також учасником польського руху опору на Судововишнящині.
У серпні 1944 року, після другої окупації Галичини совєцькою армією, родина Марсів була змушена покинути маєток у Судовій Вишні і виїхала до Польської народної республіки. Ольґа Марс разом з двома дітьми і свекрухою на возі з упряженою парою коней спершу поїхали до Перемишля, а звідти до Кракова. Згодом до них доєднався Кшиштоф Марс.
Помер у 1974 року у Кракові. Похований у сімейному гробівці у Лімановій.